# 19009 Galenmaly
19009 Galenmaly este o planetă minoră (asteroid), cu un diametru de 8,776 km, din centura de asteroizi. A fost descoperită pe 2 septembrie 2000 la Experimental Test Site⁠(d) de Lincoln Near-Earth Asteroid Research. 
Obiectul prezintă o orbită caracterizată de o semiaxă mare de 2,689471 UAi, o excentricitate de 0,16, o înclinație de 7,20082 ° în raport cu ecliptica.